# Linn Blohm
Linn Blohm (Stockholm, 1992. május 20. –) Európa-bajnoki bronzérmés, kétszeres bajnokok ligája-győztes svéd válogatott kézilabdázó, beálló, a Győri Audi ETO játékosa.

## Pályafutása

### Klubcsapatokban
Tizenkét éves korában kezdett el kézilabdázni a Gustafsbergs IF csapatában. 2008-ban igazolt az IK Sävehofhoz, amellyel négyszer nyerte meg a svéd bajnokságot. 2014 nyarán Dániába igazolt, a TTH Holstebro együtteséhez. 2015-ben EHF-kupát, egy évvel később pedig a Kupagyőztesek Európa-kupáját nyerte meg a csapattal, ezt követően pedig két éven át a Midtjylland Håndbold játékosa volt. 2017 októberében szüneteltette pályafutását, miután várandós lett első gyermekével. 2018 nyarán a København Håndbold igazolta le. Két szezont töltött a klub kötelékében, majd a román élvonalban szereplő, nagybányai Minaurban folytatta pályafutását. A 2021-2022-es idénytől a Győri Audi ETO kézilabdázója.

### A válogatottban
A svéd korosztályos válogatottal 2010-ben U18-as világbajnokságot, 2012-ben U20-as világbajnokságot nyert. A felnőtt válogatottban 2012-ben mutatkozott be. 2014-ben tagja volt az Európa-bajnoki bronzérmes csapatnak és részt vett a 2016-os riói olimpián is. A 2019-es világbajnokságon, ahol a  svéd válogatott 7. lett, beválasztották az All-Star csapatba. A 2023-as világbajnokságon is bekerült az All-Star csapatba. A vb végén Dániától mindössze 1 góllal kikapva 4. helyezett lett a válogatott.

## Magánélete
Bal fülére hallássérült. Egy gyermeke van, fia 2018 márciusában született. Az AIK IF jégkorongcsapatának szurkolója.

## Sikerei, díjai
IK Sävehof
- Svéd bajnok: 2011, 2012, 2013, 2014

TTH Holstebro
- Kupagyőztesek Európa-kupája-győztes: 2015–16
- EHF-kupa-győztes: 2014–15
- Az év kézilabdázója Svédországban: 2020

Győri Audi ETO KC
- Magyar bajnokság győztese: 2022, 2023, 2025
- Magyar kupa ezüstérmese: 2022, 2023, 2024, 2025
- Bajnokok Ligája-győztes: 2024, 2025
  - Ezüstérmes: 2022
  - Bronzérmes: 2023